# Godin de Sainte-Croix
Jean Baptiste Godin, conhecido como Sainte Croix foi um capitão de cavalaria do exército francês.

## Biografia
Integrante do regimento de Tracy, foi um dos protagonistas célebres do "Caso dos Venenos". Amante de Marie Madeleine d'Aubray, Marquesa de Brinvilliers, Sainte-Croix, foi envolvido no curso das investigações do caso, durante o reinado do Rei Luís XIV de França, no momento em que o rei, apaixonado por Madame de Maintenon - por razão e admiração - desejou por ordem nos costumes do reino de França.  